# John A. Lynch (ferry)
John A. Lynch (ferry)  es un Ferry histórico ubicado en Nueva York, Nueva York. El transbordador John A. Lynch se encuentra inscrito en el Registro Nacional de Lugares Históricos desde el 7 de septiembre de 1984.

## Ubicación
John A. Lynch (ferry) se encuentra dentro del condado de Nueva York en las coordenadas 40°42′18″N 74°00′08″O / 40.705, -74.002222.